# Phrynopus montium
Phrynopus montium är en groddjursart som först beskrevs av Shreve 1938.  Phrynopus montium ingår i släktet Phrynopus och familjen Strabomantidae. IUCN kategoriserar arten globalt som starkt hotad. Inga underarter finns listade i Catalogue of Life.